# NGC 1329
NGC 1329 је спирална галаксија у сазвежђу Еридан која се налази на NGC листи објеката дубоког неба.
Деклинација објекта је - 17° 35' 30" а ректасцензија 3h 26m 2,5s. Привидна величина (магнитуда) објекта NGC 1329 износи 12,6 а фотографска магнитуда 13,5. NGC 1329 је још познат и под ознакама ESO 548-15, MCG -3-9-42, PGC 12826.